# Obertura de Guillermo Tell

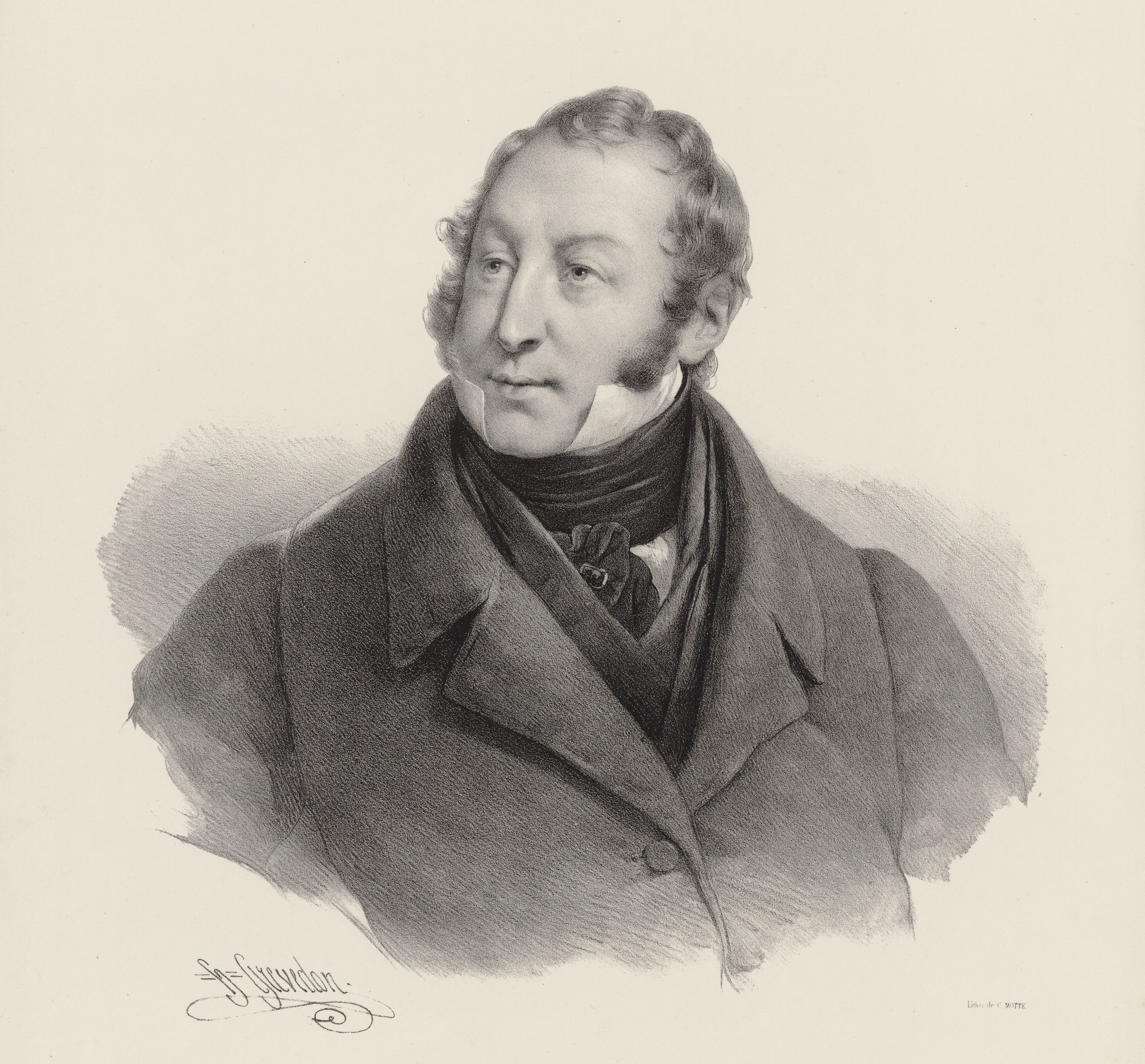
Rossini retratado en 1828, año en que comenzó a componer Guillermo Tell.

La Obertura de Guillermo Tell (en francés Ouverture de Guillaume Tell y conocida también como la Obertura de William Tell) es la obertura de la ópera Guillermo Tell, cuya música fue compuesta por Gioachino Rossini. Se estrenó en 1829 y fue la última de las 39 óperas de Rossini, tras lo cual se retiró a medias (siguió componiendo cantatas, música sacra y música vocal profana). La obertura consta de cuatro partes, cada una de las cuales sigue sin pausa.
Ha habido un uso repetido (y a veces a modo de parodia) de partes de esta obertura tanto en la música clásica como en los medios populares. Fue la sintonía de El Llanero Solitario en radio, televisión y cine, y desde entonces se ha asociado ampliamente con la equitación. También se utilizaron dos partes diferentes como tema musical para la serie de televisión británica The Adventures of William Tell, la cuarta parte (identificada popularmente en los Estados Unidos con The Lone Ranger) en el Reino Unido, y la tercera parte, reorganizada como una marcha conmovedora, en los Estados Unidos.
Franz Liszt preparó una transcripción para piano de la obertura en 1838 (S.552) que se convirtió en un elemento básico de su repertorio de conciertos. También hay transcripciones de otros compositores, incluidas versiones de Louis Gottschalk para dos y cuatro pianos y un dúo para piano y violín.

## Instrumentación
La obertura se puntúa para: un flautín, una flauta, dos oboes (primer o segundo oboe doble o corno inglés), dos clarinetes en La, dos fagotes, cuatro cornos franceses en Sol y Mi, dos trompetas en Mi, tres trombones, timbales, triángulo, bombo, platillos y sección de cuerdas.

## Estructura
La obertura, que dura aproximadamente 12 minutos, pinta un cuadro musical de la vida en los Alpes suizos, escenario de la ópera. Héctor Berlioz, quien generalmente detestaba las obras de Rossini, la describió como "una sinfonía en cuatro partes". Pero a diferencia de una sinfonía real con sus distintos movimientos, las partes de la obertura pasan de una a la siguiente sin interrupción.
Preludio: Alborea
El preludio es un pasaje lento en Mi mayor, anotado para cinco violonchelos solistas acompañados de contrabajos. Comienza en Mi menor con un violonchelo solo que a su vez es "respondido" por los violonchelos restantes y los contrabajos. Una tormenta inminente es insinuada por dos redobles de timbales muy silenciosos que se asemejan a un trueno distante. La sección termina con una nota sostenida muy alta tocada por el primer violonchelo. Su duración es de unos tres minutos.
Tormenta
Esta sección dinámica en Mi menor es interpretada por la orquesta completa. Comienza con los violines y violas. Sus frases están puntuadas por breves intervenciones de instrumentos de viento de tres notas cada una, primero por el flautín, flauta y oboes, luego por los clarinetes y fagot. La tormenta estalla de lleno con la entrada de cornos franceses, trompetas, trombones y bombo. El volumen y la cantidad de instrumentos disminuyen gradualmente a medida que amaina la tormenta. La sección termina con la flauta tocando sola. También dura unos tres minutos.
Ranz des vaches
Esta sección pastoral en Sol mayor que significa la calma después de la tormenta comienza con un Ranz des vaches o "Llamado a las vacas", con el cuerno inglés. El corno inglés luego toca en frases alternas con la flauta, culminando en un dúo con el triángulo que los acompaña de fondo. La melodía aparece varias veces en la ópera, incluido el acto final, y adquiere el carácter de leitmotiv. Su duración es de poco más de dos minutos.
Este segmento se utiliza a menudo en dibujos animados para indicar el amanecer, sobre todo en The Old Mill de Walt Disney.
Final: Marcha de los soldados suizos
El final, a menudo llamado la "Marcha de los soldados suizos" en inglés, es en Mi mayor como el preludio, pero es un galope ultra dinámico anunciado por trompetas y tocado por la orquesta completa. Alude al acto final, que relata la batalla victoriosa de los soldados suizos para liberar su patria de la represión austriaca. El segmento tiene una duración de unos tres minutos.
Aunque no hay caballos o cargas de caballería en la ópera, este segmento se usa a menudo en los medios populares para denotar caballos al galope, una carrera o un héroe que cabalga al rescate. Su uso más famoso a ese respecto es como sintonía de El Llanero Solitario; ese uso se ha vuelto tan famoso que el término "intelectual" se ha definido como "un hombre que puede escuchar la Obertura de Guillermo Tell sin pensar en el Llanero Solitario". El final es citado por Johann Strauss Sr. en William Tell Galop (Op.29b), publicado y estrenado meses después del estreno en París del original, y por Dmitri Shostakovich en el primer movimiento de su Sinfonía n. ° 15.